# Südöstlicher Verwaltungsbezirk (Moskau)
Der Südöstliche Verwaltungsbezirk (russisch Юго-Восточный административный округ/ Jugo-Wostotschny administratiwny okrug) ist einer der zwölf Verwaltungsbezirke der russischen Hauptstadt Moskau.

## Lage
Der südöstliche Verwaltungsbezirk befindet sich am südöstlichen Rande des Stadtgebietes von Moskau. Er grenzt an den zentralen, den östlichen und den südlichen Verwaltungsbezirk.

## Beschreibung
Der südöstliche Verwaltungsbezirk umfasst zwölf Stadtteile. Im Verwaltungsgebiet leben mehr als eine Million Menschen.
Aufgrund der Vielzahl industrieller Anlagen sind große Teile des südöstlichen Verwaltungsbezirks ökologisch sehr belastet. Zudem gelten viele Wohnviertel hier als soziale Brennpunkte.

## Stadtteile im südöstlichen Verwaltungsbezirk
- Juschnoportowy
- Kapotnja
- Kusminki
- Lefortowo
- Ljublino
- Marjino
- Nekrassowka
- Nischegorodski
- Petschatniki
- Rjasanski
- Tekstilschtschiki
- Wychino-Schulebino

## Ausgewählte Sehenswürdigkeiten
- „Deutsche Vorstadt“ in Lefortowo